# مبادرة خبراء إيران
مبادرة خبراء إيران (بالإنجليزية: Iran Experts Initiative اختصارا IEI) هي مشروع بدأه مسؤولي وزارة الخارجية الإيرانية عام 2014. ووفقاً لتقارير مستندة إلى رسائل بريد إلكتروني مسربة، فإن المبادرة اُستعملت "لترويج حجج طهران في الغرب". حيث عمل أعضاء مبادرة خبراء إيران كأكاديميين وباحثين في مراكز بحثية في الدول الغربية، وقدموا المشورة لأوروبا والولايات المتحدة في كيفية التعامل مع إيران وجيرانها  و وفقًا لتقرير صادر عن قناة إيران إنترناشيونال، يتكون هذا المشروع من "شبكة نفوذ شكلتها وتوجها طهران".

## تسريبات رسائل البريد الإلكتروني
في سبتمبر 2023، حصلت قناة "إيران إنترناشيونال" التلفزيونية الإخبارية الناطقة باللغة الفارسية ومقرها لندن والموقع الإخباري "سيمافور (Semafor)" على رسائل بريد إلكتروني مسربة من وزارة الخارجية ادعى فيها مسؤولون في الحكومة الإيرانية أن الفضل يعود لهم في تجميع وتكوين شبكة من الأكادميين والخبراء الغربيين تسمى "مبادرة خبراء إيران".
ووفقا للتقارير، تصف آلاف رسائل البريد الإلكتروني المسربة جهودًا بذلتها وزارة الخارجية الإيرانية "لتحسين صورة طهران في الخارج". وذكرت التقارير أيضًا أن إيران سعت إلى بناء علاقات دولية مع الأكاديميين والباحثين المؤثرين في الغرب.
رُبط اسم الموظفة والأكاديمية في البنتاغون أريان طباطبائي بمبادرة خبراء إيران. وبدأ البنتاغون تحقيقا في أعقاب هذه التقارير. طباطبائي، وكذلك علي فايز (Ali Vaez) من مجموعة الأزمات الدولية  ودينا اسفندياري (المرتبطة أيضًا بمبادرة خبراء إيران)، عملوا سابقًا بشكل وثيق مع المبعوث الأمريكي الخاص لإيران روبرت مالي ، الذي وُضع في إجازة في يونيو 2023. بسبب "مخاوف أمنية خطيرة تمس تعامله مع المعلومات السرية ومشاركتها وتحميلها". ويقال أيضًا أن مصطفى زهراني من الحرس الثوري قد شارك في المبادرة.

## التواصل مع طهران
كتب الدبلوماسي الإيراني سعيد خطيب زاده رسالة في عام 2014 إلى مصطفى زهراني (رئيس مركز أبحاث وزارة الخارجية الإيرانية) قائلًا إنه قد تم اختيار الأعضاء الأساسيين في مبادرة خبراء إيران. وبحسب ما ورد تواصل أعضاء مبادرة خبراء إيران مع المسؤولين الإيرانيين، وقدموا مسودة مقالات افتتاحية ليراجعها المسؤولين في إيران قبل نشرها في الصحف الغربية. وتضمنت المقالات الافتتاحية وجهات نظر مثل:

"وفقًا لفتوى خامنئي، فإن القنبلة النووية ليست حلالًا في المعتقد الشيعي وبالتالي لن يتم تطويرها من قبل النظام الثيوقراطي في إيران"
و"أن النظام الحالي ليس له بديل قابل للتطبيق وأن حركة مجاهدي خلق لن تكون بديلًا فهي مكروهة في إيران".
و "أن هذا النظام يجب أن يبقى وسيبقى رغم أي استياء منه".

## ردود الفعل الرسمية الأمريكية
أعرب رئيس لجنة القوات المسلحة بمجلس النواب الأمريكي مايك روجرز عن "قلقه العميق إزاء تعيين وزارة الدفاع الأمريكية لأريان طباطبائي لديها". وقال المتحدث باسم وزارة الخارجية مات ميلر إن التقرير "يبدو وكأنه سرد لأشياء حدثت قبل عقد من الزمن تقريبًا"، في حين قال رئيس اللجنة الفرعية للاستخبارات والعمليات الخاصة جاك بيرغمان إن "العلاقات الوثيقة" بين طباطبائي والحكومة الإيرانية "يجب أن تجعلها غير مؤهلة لمنصب في منصب حساس كمنصب العمليات الخاصة والصراعات منخفضة الحدة." 

## أنظر أيضا
- اللوبي الإيراني في أمريكا (المجلس الوطني الإيراني الأمريكي) ، ناياك
- الاتفاق النووي
- البرنامج النووي الإيراني